# Transports à Bordeaux
La ville de Bordeaux possède un système de transports complet permettant de la relier à sa banlieue, au reste de la France et au monde entier.

## Transports en commun
Le réseau de transports en commun de l'agglomération bordelaise est bien développé. Le tramway est l'étendard de sa modernité, en effet il est le premier à expérimenter l'alimentation par le sol. Durant les dernières décennies, la croissance de la population a conduit à ouvrir trois lignes de tramway, poussant aussi à la réorganisation complète du réseau d'autobus. Cependant, l'étalement urbain conjugué à l'attractivité de la ville posent un véritable défi en ce qui a trait aux transports : avec l'ouverture de la LGV en 2017, la ville pourrait dépasser le million d'habitants en 2030.

### Tramway

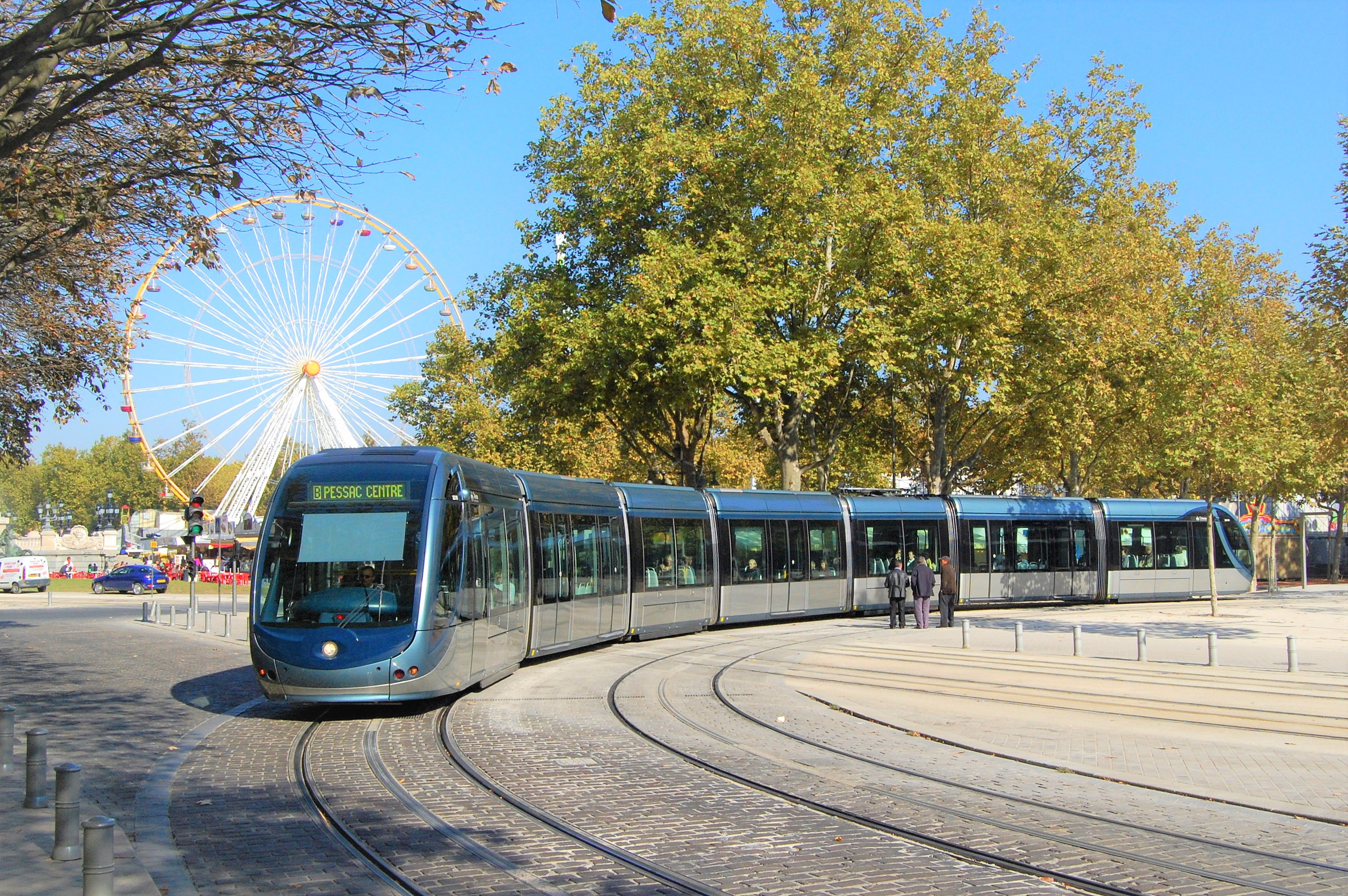
Tramway de Bordeaux

Le tramway de Bordeaux est entré en exploitation pour sa première phase à partir de 2003, et compte aujourd'hui quatre lignes pour une longueur totale de 66,1 km. Il se caractérise notamment par son système innovant d'alimentation par le sol dans certaines portions classées du centre historique. Ce projet s'est accompagné d'une profonde opération de renouveau urbain, avec la piétonnisation du centre-ville ainsi que la réfection de nombreux monuments, le réaménagement des quais et la création de nombreuses pistes cyclables. De plus, des parking-relais sont créés en périphérie afin de « chasser la voiture du centre-ville » selon la volonté de la mairie de Bordeaux. Aujourd'hui le réseau continue son extension et la Ligne D du tramway de Bordeaux, quatrième ligne du réseau permettant de rallier le Nord Ouest de l'agglomération au centre ville, a ouvert en 2019, ainsi que le BHNS, afin de désenclaver l'ouest de l'agglomération, ouvert en juin 2024. De plus, les lignes existantes sont sans cesse prolongées, comme on peut le voir avec le tram-train du Médoc.

### Bus

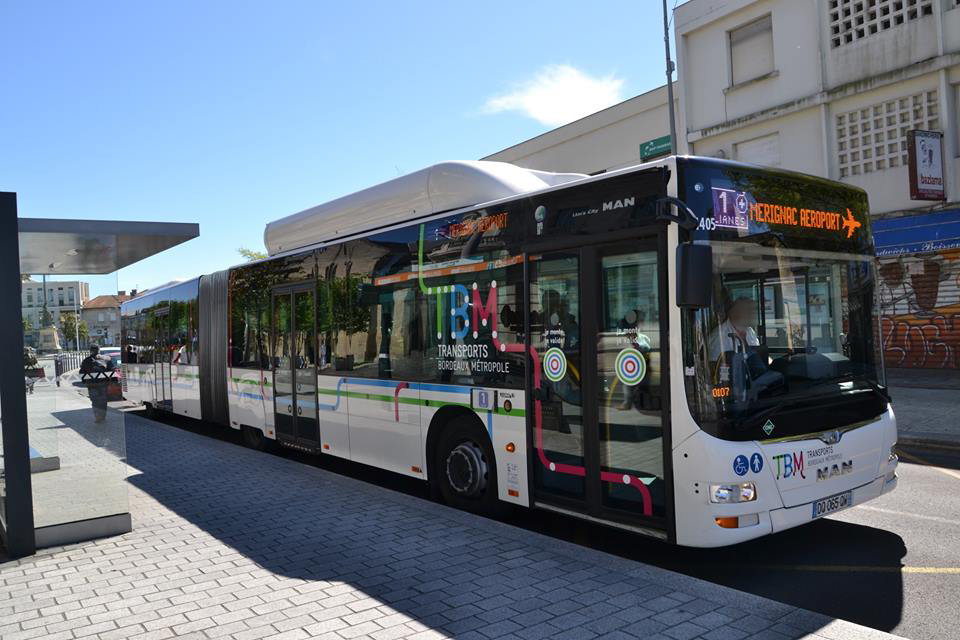
Autobus TBM

Le réseau d'autobus a été lui complètement réorganisé à la suite de l'arrivée du tramway. Il le sera à nouveau en septembre 2023 afin de préparer l'arrivée du BHNS. Il se compose de 12 Lianes (Lignes à Niveau Élevé de Service), ainsi que de lignes classiques assurant un maillage de la métropole. Au total, 70 lignes couvrent le territoire, la plupart étant gérées par Keolis Bordeaux Métropole. La ville dispose aussi d'un service de transport adapté aux personnes à mobilité réduite, Mobibus, ainsi que de plusieurs lignes de transports à la demande permettant de rallier les différentes gare de la ville et l'aéroport. Enfin, 8 lignes de bus de nuit existent afin de maintenir un service minimum la nuit.

### Le Bato

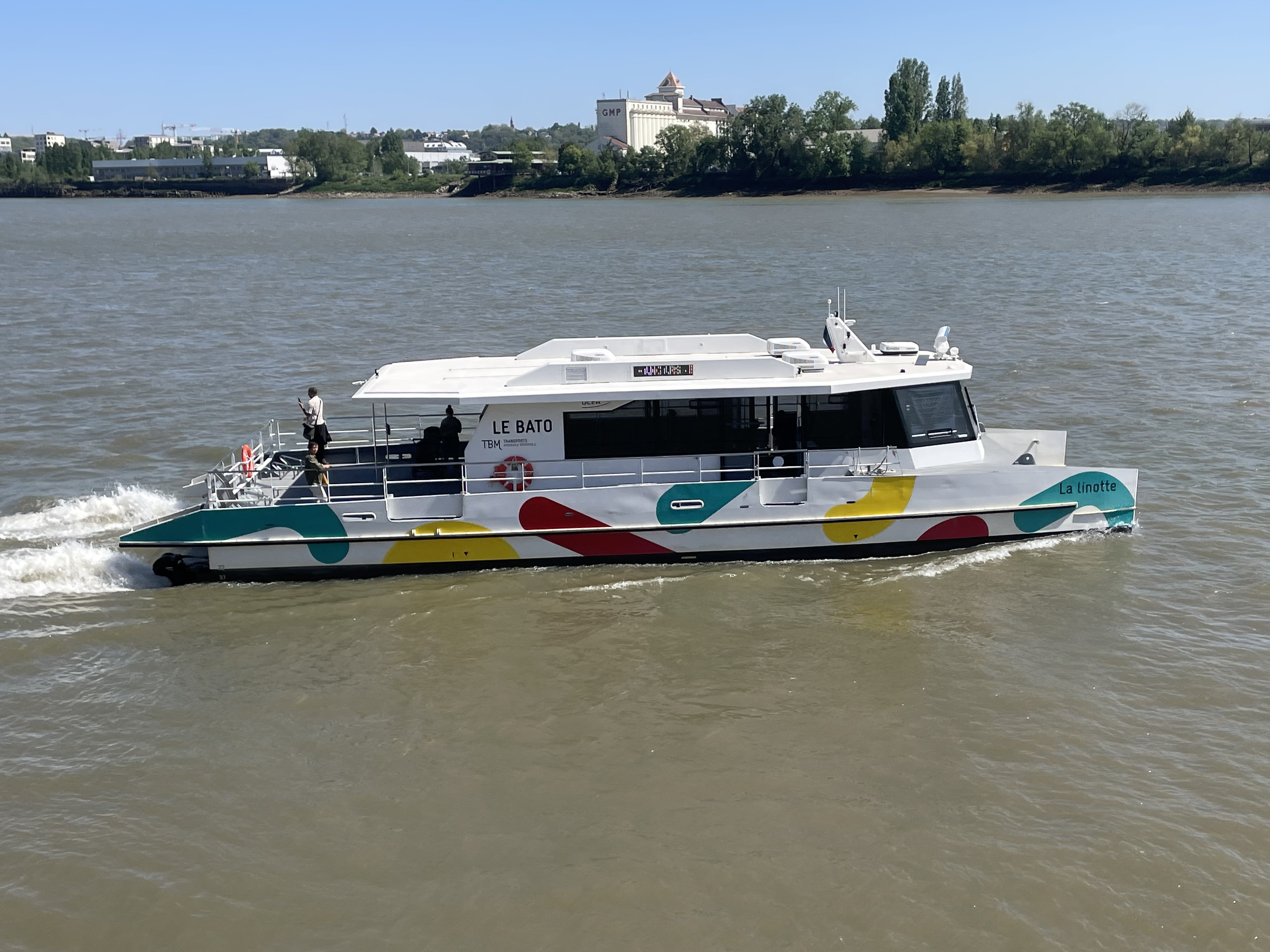
Le Bato

Enfin, la ville a mis en place une navette fluviale nommée Batcub depuis 2013. Elle permet de relier Lormont au centre-ville par la Garonne. Cependant la fiabilité des navettes spécialement construites reste assez aléatoire, réduisant de ce fait leur disponibilité.

## Réseau ferroviaire

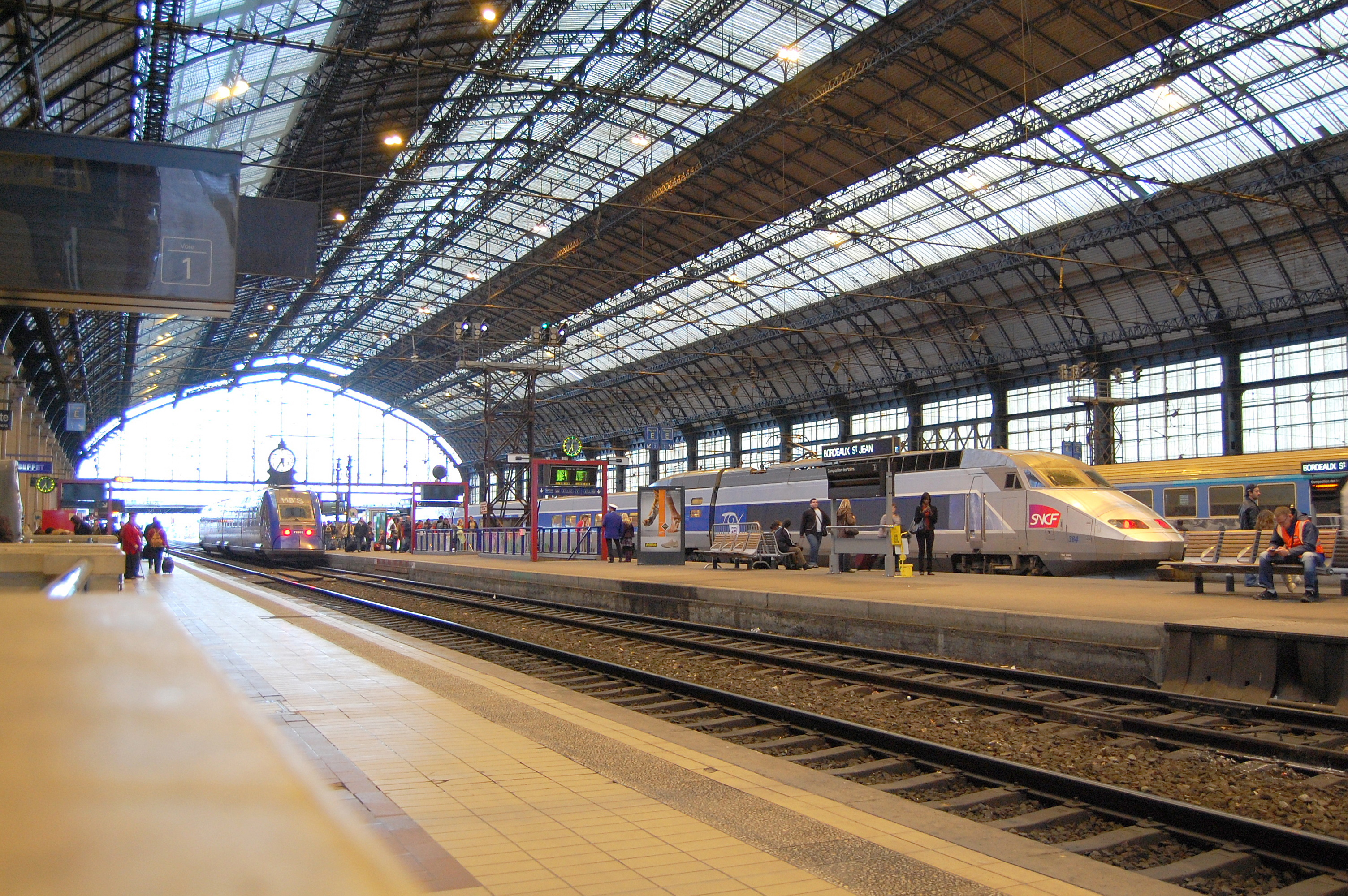
Gare de Bordeaux Saint-Jean

Aujourd'hui, la gare de Bordeaux-Saint-Jean est la principale porte d'entrée ferroviaire en service. Elle accueille à la fois un trafic grandes lignes et des trains régionaux. Avec l'ouverture de la LGV Sud Europe Atlantique en juillet 2017, Bordeaux est à 2 h 4 de Paris, avec 18,5 allers-retours par jour. 
La fréquentation de la gare est en forte hausse depuis quelques années. En 2019, selon les estimations de la SNCF, la fréquentation annuelle de la gare est de 17 675 655 voyageurs, contre 16 080 989 en 2018, 14 979 299 en 2017, 12 198 403 en 2016 et 12 062 338 en 2015. 

Elle est desservie par des TGV (dont les services TGV inOui et Ouigo), en provenance ou à destination de Paris-Montparnasse, Toulouse-Matabiau, Hendaye, Tarbes, Arcachon, Lille-Flandres, Tourcoing, Bruxelles-Midi et Strasbourg-Ville, ainsi que des trains Intercités de ou vers Nantes, Nîmes et Marseille-Saint-Charles. À cela s'ajoute un Thalys effectuant un aller-retour direct entre Bordeaux et Bruxelles-Midi, les samedis de fin juin à fin août. 

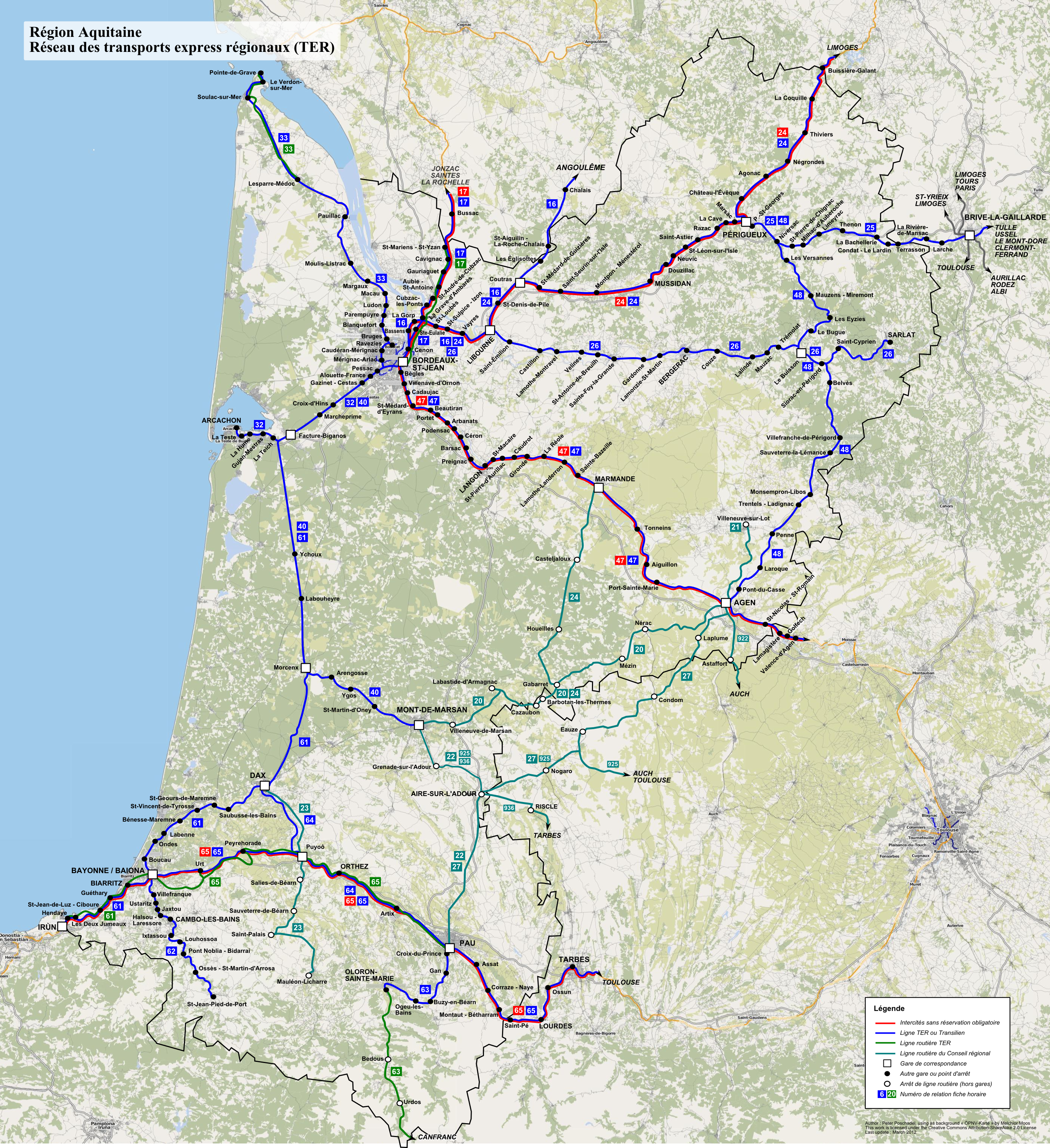
Réseau TER Aquitaine

De nombreux TER partent aussi de la gare centrale vers Arcachon, Mont-de-Marsan, Langon,Agen, Macau, Lesparre,Le Verdon, La Pointe-de-Grave (en juillet et août), Tarbes, Pau,Hendaye, Angoulême, Coutras, Saintes, La Rochelle-Ville, Brive-la-Gaillarde, Périgueux et  Limoges-Bénédictins.
Plusieurs autres gares SNCF desservent Bordeaux Métropole :
- Gare de la Grave-d'Ambarès
- Gare de La Gorp
- Gare de Bassens
- Gare de Bègles
- Gare de Blanquefort
- Gare de Bruges
- Gare du Bouscat-Sainte-Germaine
- Gare de Sainte-Eulalie - Carbon-Blanc
- Gare de Cenon
- Gare de Mérignac-Arlac
- Gare de Caudéran - Mérignac
- Gare de Parempuyre
- Gare de Pessac
- Gare de Talence-Médoquine
- Gare d'Alouette-France
- Gare de Villenave-d'Ornon

| Ligne | Caractéristiques                                     | Caractéristiques                                     | Caractéristiques                                     | Caractéristiques                                     | Caractéristiques                                     | Caractéristiques                                     | Caractéristiques                                     | Caractéristiques                                     | Caractéristiques                                     |
| ----- | ---------------------------------------------------- | ---------------------------------------------------- | ---------------------------------------------------- | ---------------------------------------------------- | ---------------------------------------------------- | ---------------------------------------------------- | ---------------------------------------------------- | ---------------------------------------------------- | ---------------------------------------------------- |
| L13   | BORDEAUX SAINT-JEAN ↔ Libourne ↔ Coutras ↔ ANGOULÊME | BORDEAUX SAINT-JEAN ↔ Libourne ↔ Coutras ↔ ANGOULÊME | BORDEAUX SAINT-JEAN ↔ Libourne ↔ Coutras ↔ ANGOULÊME | BORDEAUX SAINT-JEAN ↔ Libourne ↔ Coutras ↔ ANGOULÊME | BORDEAUX SAINT-JEAN ↔ Libourne ↔ Coutras ↔ ANGOULÊME | BORDEAUX SAINT-JEAN ↔ Libourne ↔ Coutras ↔ ANGOULÊME | BORDEAUX SAINT-JEAN ↔ Libourne ↔ Coutras ↔ ANGOULÊME | BORDEAUX SAINT-JEAN ↔ Libourne ↔ Coutras ↔ ANGOULÊME | BORDEAUX SAINT-JEAN ↔ Libourne ↔ Coutras ↔ ANGOULÊME |
|       | Longueur 134,5 km                                    | Durée 1 h 46                                         | Nb. arrêts 15                                        | Soirée / Dimanche - Férié · Non /                    | Horaires 5 h 58 - 18 h 58                            | Réseau TER Nouvelle-Aquitaine                        |                                                      |                                                      |                                                      |
| L15   | BORDEAUX SAINT-JEAN ↔ Saintes ↔ LA ROCHELLE          | BORDEAUX SAINT-JEAN ↔ Saintes ↔ LA ROCHELLE          | BORDEAUX SAINT-JEAN ↔ Saintes ↔ LA ROCHELLE          | BORDEAUX SAINT-JEAN ↔ Saintes ↔ LA ROCHELLE          | BORDEAUX SAINT-JEAN ↔ Saintes ↔ LA ROCHELLE          | BORDEAUX SAINT-JEAN ↔ Saintes ↔ LA ROCHELLE          | BORDEAUX SAINT-JEAN ↔ Saintes ↔ LA ROCHELLE          | BORDEAUX SAINT-JEAN ↔ Saintes ↔ LA ROCHELLE          | BORDEAUX SAINT-JEAN ↔ Saintes ↔ LA ROCHELLE          |
| D15   | BORDEAUX SAINT-JEAN ↔ Saintes ↔ LA ROCHELLE          | BORDEAUX SAINT-JEAN ↔ Saintes ↔ LA ROCHELLE          | BORDEAUX SAINT-JEAN ↔ Saintes ↔ LA ROCHELLE          | BORDEAUX SAINT-JEAN ↔ Saintes ↔ LA ROCHELLE          | BORDEAUX SAINT-JEAN ↔ Saintes ↔ LA ROCHELLE          | BORDEAUX SAINT-JEAN ↔ Saintes ↔ LA ROCHELLE          | BORDEAUX SAINT-JEAN ↔ Saintes ↔ LA ROCHELLE          | BORDEAUX SAINT-JEAN ↔ Saintes ↔ LA ROCHELLE          | BORDEAUX SAINT-JEAN ↔ Saintes ↔ LA ROCHELLE          |
|       | Longueur 168,7 km                                    | Durée 2 h 18                                         | Nb. arrêts 17                                        | Soirée / Dimanche - Férié · /                        | Horaires 5 h 54 - 20 h 40                            | Réseau TER Nouvelle-Aquitaine                        |                                                      |                                                      |                                                      |
| F15U  | ROCHEFORT ↔ LA ROCHELLE PORTE DAUPHINE               | ROCHEFORT ↔ LA ROCHELLE PORTE DAUPHINE               | ROCHEFORT ↔ LA ROCHELLE PORTE DAUPHINE               | ROCHEFORT ↔ LA ROCHELLE PORTE DAUPHINE               | ROCHEFORT ↔ LA ROCHELLE PORTE DAUPHINE               | ROCHEFORT ↔ LA ROCHELLE PORTE DAUPHINE               | ROCHEFORT ↔ LA ROCHELLE PORTE DAUPHINE               | ROCHEFORT ↔ LA ROCHELLE PORTE DAUPHINE               | ROCHEFORT ↔ LA ROCHELLE PORTE DAUPHINE               |
|       | Longueur 31,65 km                                    | Durée 0 h 36                                         | Nb. arrêts 7                                         | Soirée / Dimanche - Férié · /                        | Horaires 5 h 44 - 20 h 43                            | Réseau TER Nouvelle-Aquitaine                        |                                                      |                                                      |                                                      |

## Réseau routier

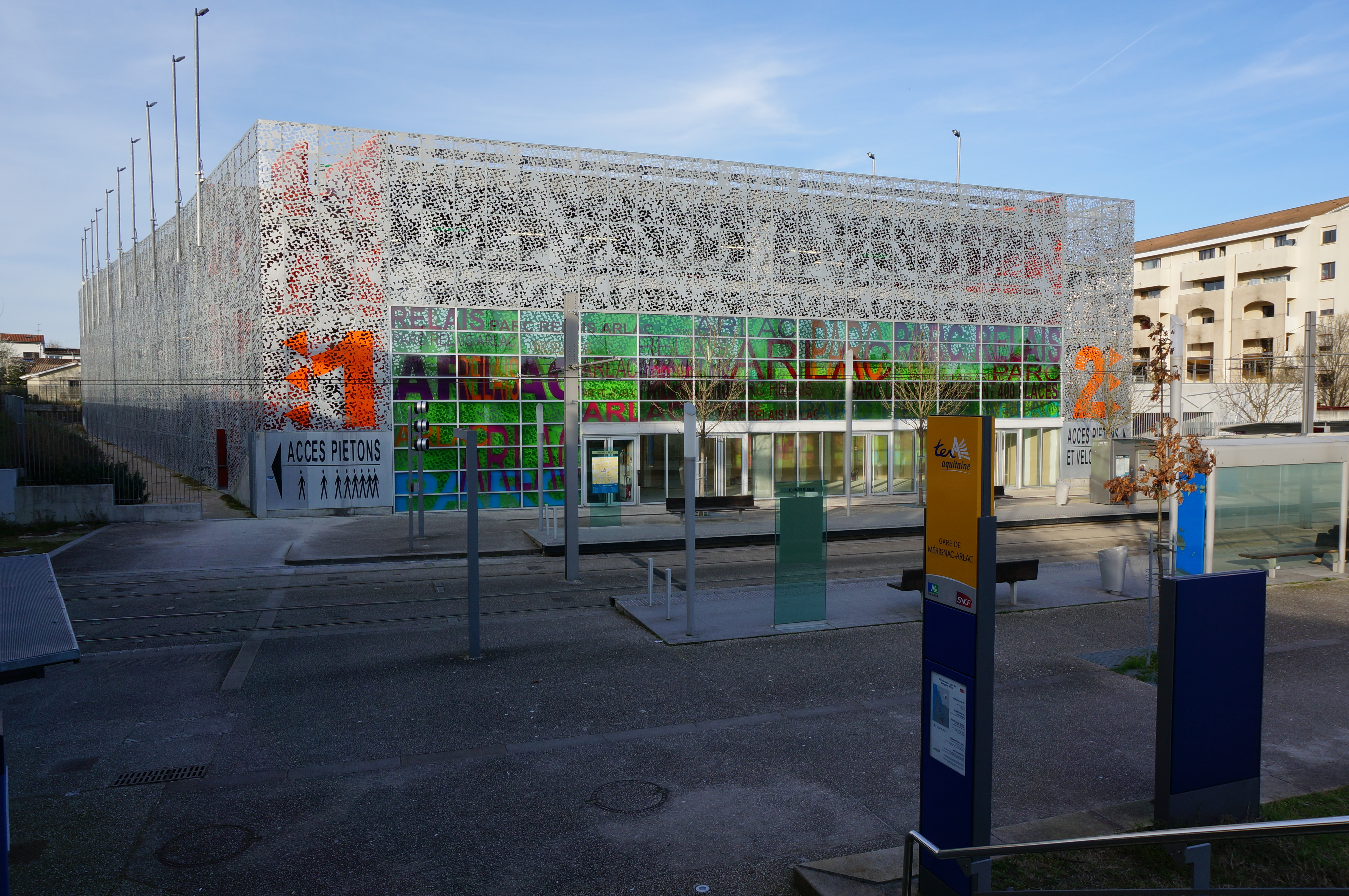
Parc-relais de Mérignac-Arlac

La ville de Bordeaux possède deux ceintures périphériques : une, autoroutière, appelée rocade de Bordeaux, et une sous forme de boulevards urbains. De la ville partent plusieurs radiales vers les autres grandes villes : l'A10 vers Paris, l'A63 vers Biarritz et l'Espagne, l'A62 vers Toulouse, l'A89 vers Lyon. La Rocade étant fréquemment paralysée aux heures de pointe à cause de la conjugaison du trafic local et d'un important flux de camions vers l'Espagne, un projet de grand contournement est évoqué depuis 30 ans[Quand ?], cependant la nécessité d'un franchissement de l'Estuaire fait reculer les collectivités.
En 2018, selon des données collectées par l'entreprise TomTom, Bordeaux est la troisième ville la plus embouteillée de France. Pourtant la ville a fait partie des précurseurs dans le domaine de la régulation de la circulation, avec notamment la mise en place de GERTRUDE depuis les années 1970. Cependant la voiture reste utilisée dans 59 % des déplacements[Quand ?], même si la pratique du vélo se généralise en ville.
Le stationnement est payant dans la quasi-totalité des rues du centre, et la mairie de Bordeaux projette de l'étendre au-delà de ses boulevards[Quand ?]. 28 parc-relais sont présents en proche banlieue. La ville possède de nombreux parkings souterrains, pour la plupart privés.
En janvier 2025, Bordeaux devient la ville la plus embouteillée de France, devant Paris. Selon le « Traffic index » 2024 de TomTom, fabricant de systèmes de navigation GPS, un automobiliste met dans la ville en moyenne 31 minutes et 8 secondes pour parcourir 10 kilomètres, soit une vitesse de 19,3 km/h.

## Réseau cyclable

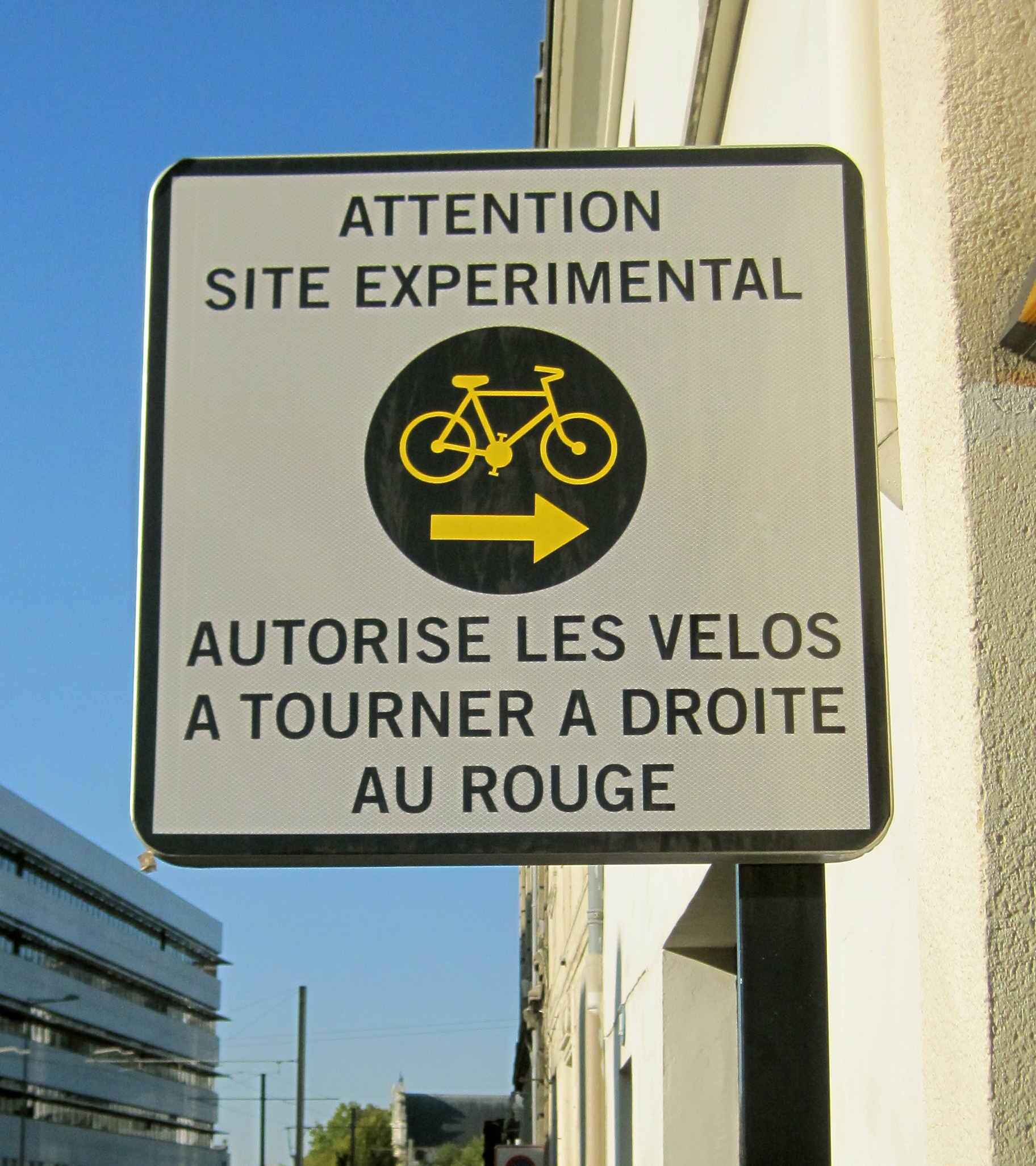
Tourne à droite cycliste

Bordeaux dispose d'un vaste réseau de pistes cyclables, de voies réservées aux bus et aux vélos et autres aménagements : en mai 2020, le réseau cyclable intra-muros atteignait les 330 km, dont 39 km de pistes cyclables et voies vertes, 100 km de bandes cyclables et couloirs bus, 153 km de zones 30 et zones de rencontre, 42 km d'aires piétonnes. En 2019, selon le baromètre Copenhagenize, Bordeaux était la 6e ville au monde (et la 2e de France après Strasbourg) la plus accueillante pour la pratique du vélo.

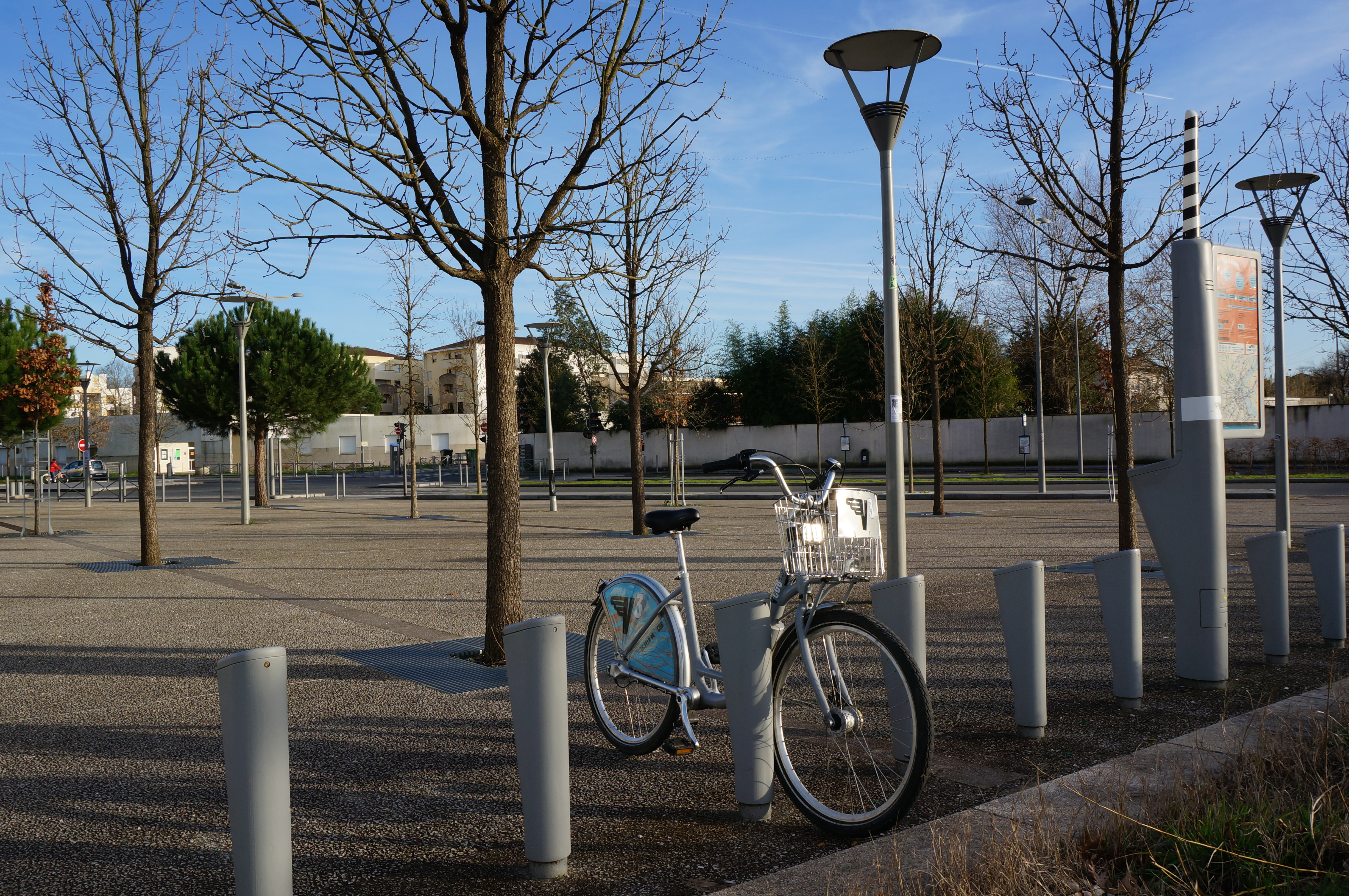
Station de Mérignac-Fontaine d'Arlac

De plus, la ville est précurseur dans le domaine des transports, en témoigne l'expérimentation fructueuse du tourne-à-droite cycliste, testé à partir de mai 2009 à Bordeaux avant d'être généralisé à tout le territoire français et des double-sens cyclables. Les vélos peuvent également être emportés dans le tramway et les TER Nouvelle-Aquitaine, uniquement hors des heures de pointe. Enfin, de nombreux arceaux de stationnement ont été installés un peu partout, permettant de garer une dizaine de vélos pour un encombrement équivalent à celui d'une voiture particulière.
La ville dispose également d'un système de vélos en libre-service dénommé VCub depuis 2010, géré par Keolis Bordeaux Métropole. En janvier 2018, le service était composé de 1700 vélos répartis dans 175 stations, dont 99 à Bordeaux. En 2021, il compte 184 stations pour plus de 2 000 vélos (dont 50 % sont électriques).

## Taxis
La ville compte 413 taxis, joignables grâce à une application dénommée Taxi Couleurs Bordeaux . On peut aussi les emprunter depuis l'une des 43 stations de la commune. 
Un taxi est libre lorsque le dispositif lumineux de toit est éclairé, en blanc ou en vert, et les globes répétiteurs éteints. Lorsqu'il est occupé, le dispositif lumineux de toit est éteint ou éclairé en rouge et le globe répétiteur est éclairé en blanc (tarif A), en orange (tarif B) ou en bleu (tarif C), selon l'heure.

## Aéroport

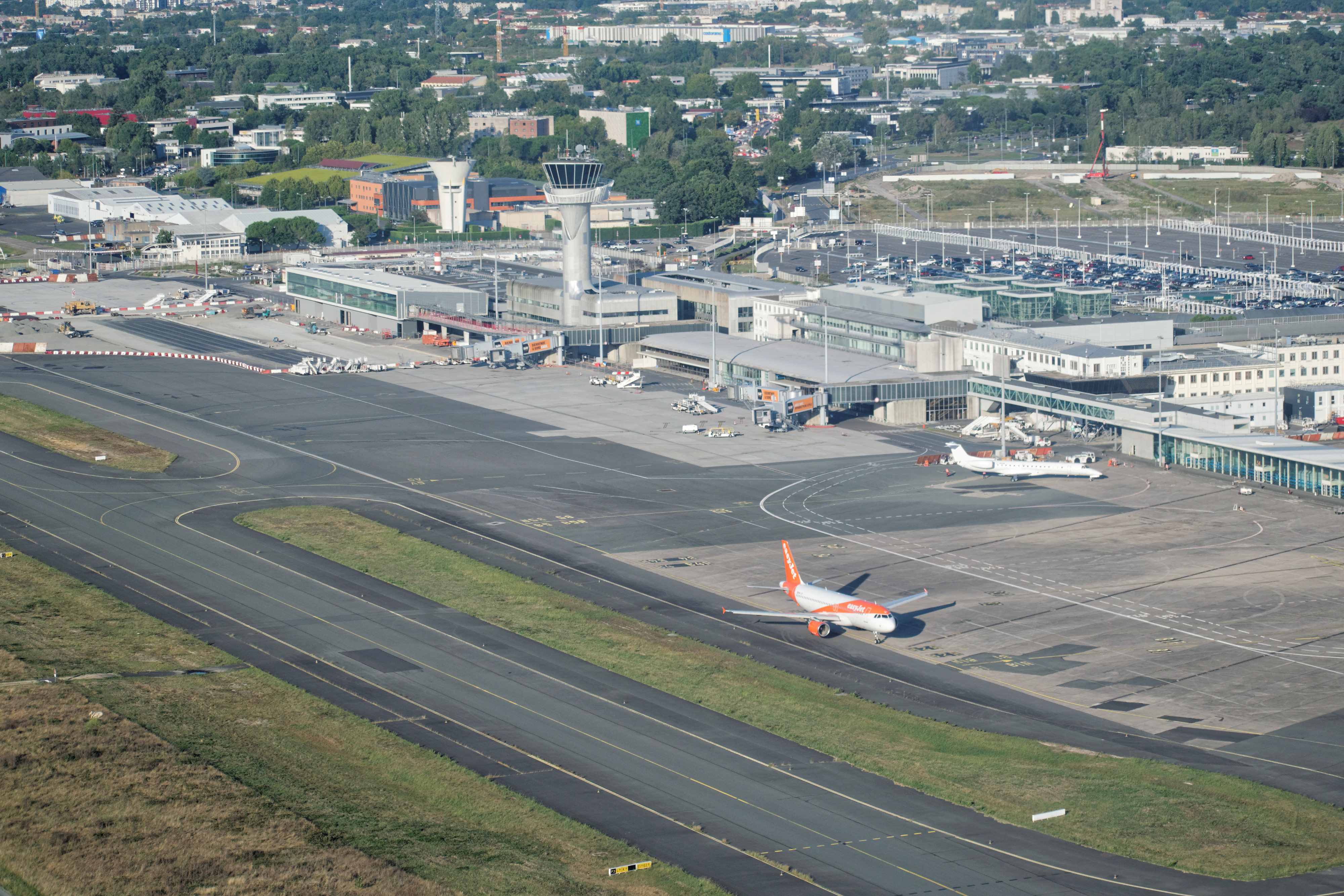
Aéroport de Bordeaux-Mérignac

Bordeaux dispose d'un aéroport international, l'aéroport de Bordeaux-Mérignac, situé sur la commune de Mérignac. Il a comptabilisé plus de 5 millions de passagers transportés en 2016, en augmentation régulière depuis 5 ans, ainsi que 25 000 tonnes de fret, un volume stable. 
L'aéroport est géré depuis 2007 par une concession accordée à la S.A. Aéroport de Bordeaux-Mérignac. Il était auparavant détenu par la Chambre de Commerce et d'Industrie de Bordeaux. Ses destinations sont majoritairement situées en France, même si l'arrivée en 2010 du terminal low-cost Billi a permis d'augmenter la part de moyen-courriers. Il compte aussi deux autres terminaux classiques. 
L'aéroport est relié au centre-ville par la Liane 1 ainsi qu'une navette express vers la Gare Saint-Jean.